# Yann Rolim
Yann Del Pino Rolim (født 15. marts 1995) er en brasiliansk fodboldspiller, der spiller for Chapecoense som central midtbane, hvortil han er på leje fra Barra Futebol Clube.

## Karriere
Før 2015-16-sæsonen i 2. Fußball-Bundesliga blev han udlejet til FSV Frankfurt. Han fik sin debut i et 0-1-nederlag på hjemmebane til RB Leipzig i første spillerunde.
Han blev i sommerpausen før 2016-17-sæsonen udlejet til Karlsruher SC på en toårig aftale.
Den 31. juli 2017 skiftede han på en etårig lejeaftale til den danske klub AaB.